# Krisna montana
Krisna montana är en insektsart som beskrevs av Caldwell 1952 . Krisna montana ingår i släktet Krisna och familjen dvärgstritar. Inga underarter finns listade i Catalogue of Life.